# Bojadła (przystanek kolejowy)
Bojadła – zlikwidowany przystanek osobowy w Bojadłach na linii kolejowej nr 379 Konotop – Sulechów, w województwie lubuskim w Polsce.